# Актюбінський завод феросплавів
Актюбінський завод феросплавів (каз. Ақтөбе ферроқорытпа зауыты) — підприємство-первісток чорної металургії Казахстану. Випускає сплави заліза з хромом, титаном та іншими металами.

## Історія
Будівництво заводу почалося в 1940 році поблизу родовищ хромітових руд та міста Хромтау. З 19 березня 1942 до 17 квітня 1943 року будівництво заводу очолював майор Державної Безпеки, з 22 лютого 1943 року — генерал-майор інженерно-технічної служби Михайло Михайлович Царевский. У будівництві заводу брали участь спеціалісти з харківського дослідного інституту «Діпросталь». Дослідник Сергій Андоньєв вирішив проблему з водопостачанням заводу. 
20 січня 1943 року проведено першу плавку ферохрому (можливо відзначити, що цей перший цех завдяки суттєвим вкладенням у модернізацію, працює дотепер).   
В 1951 році налагоджено виробництво феротитану. 
В наступні роки впроваджено технологію отримання ферохрому вакуумтермічним методом.

## Теперішній час
Завод випускає високо-, середньо- та низьковуглецевий ферохром, феросиліцій та металічний хром. Його річна потужність становить 740 тисяч тон, з яких 440 тисяч припадає на новий цех, введений в дію у 2014 році. Останній обладнаний печами постійного струму загальною потужністю 75 МВт, що є одним з найбільших показників у світі.
Продукція випускається по казахстанським і європейським стандартам, експортується до країн Європи, Японії та США.
Наразі підприємство є одним з основних виробничих активів концерну «Казхром». В 2005-му на майданчику заводу організували розділення одного з концентратів, які продукує належний цьому концерну рудник Шокаш, що діє на однойменному титан-цирконієвому родовищі. В Актобе можуть щорічно отримувати 1700 тон рутилового, 5400 тон цирконового, 1000 тон лейкоксенового та 950 тон ільменітового концентрату.

## Енергетичне господарство
Оскільки завод споживає великі обсяги електроенергії, на момент запуску в його складі був власний енергетичний цех. З 1960-го він став ТЕЦ Актобе, але в 2002-му підприємство знову отримало власну теплоелектроцентраль встановленою потужністю 135 МВт (Газотурбінна електростанція АЗФ, первісно АТ «Актурбо»)
В 2020-х планується спорудити другу чергу електростанції, яка б утилізовувала газ феросплавних печей. 

## Екологія
Підприємство є одним з найбільших забруднювачів навколишнього середовища міста. У 2007 році підприємство було оштрафоване на суму 1,6 млн теньге через «наднормативний викид в атмосферу забруднюючих речовин».